# Constantin Stahi
Constantin D. Stahi (n. 14 noiembrie 1844, Dobreni, Neamț - d. 18 iunie 1920, Iași) a fost un pictor și gravor român. 

## Biografie
Constantin Stahi a urmat cursurile Școlii de pe lângă Biserica "Sfântul Ioan" din Domnești în perioada anilor 1850 - 1854, după care s-a înscris la Seminarul din Socola în perioada 1854 - 1857. Urmează mai apoi Școala de arte frumoase din Iași având ca profesori pe Gheorghe Panaiteanu-Bardasare și G. Schiller. Între anii 1871 - 1878 studiază la  Facultatea de arte din München. Creația sa, alcătuită din portrete („Gheorghe Asachi”, 1881), capete de expresie, scene de gen și mai ales naturi moarte, se remarcă prin viziunea realistă, prin tratarea meticuloasă și prin deprinderea unui meșteșug solid. În multe dintre lucrările sale, în care apar chipurile oamenilor din popor (țărani din Moldova și din Bucovina), pe lângă pitorescul costumelor și a cadrului rustic, a reușit să redea și profilul lor moral. Paralel cu Theodor Aman, Stahi a practicat gravura în aramă și xilografia, popularizând operele unor pictori celebri. Participă la zugrăvirea Bisericii din Negrești în perioada 1880-1891, unde realizează 80 de icoane și auritul catapetesmei. Ca profesor și director al Școlii de arte frumoase din Iași (1892 - 1902), Stahi a fost unul dintre pedagogii de seamă ai învățământului românesc. Câteva din naturile statice ale artistului se află în expoziția permanentă a Muzeului de artă din Piatra Neamț.

## Premii
- 1875 - Medalia de bronz acordată de Colegiul academic din München;
- 1876 - Medalia de bronz la Expoziția publică a Academiei de Arte din München pentru lucrarea "Cap de bărbat";
- 1880 - Medalia de aur la Expoziția de arte și industrii din București;

## Galerie pictură

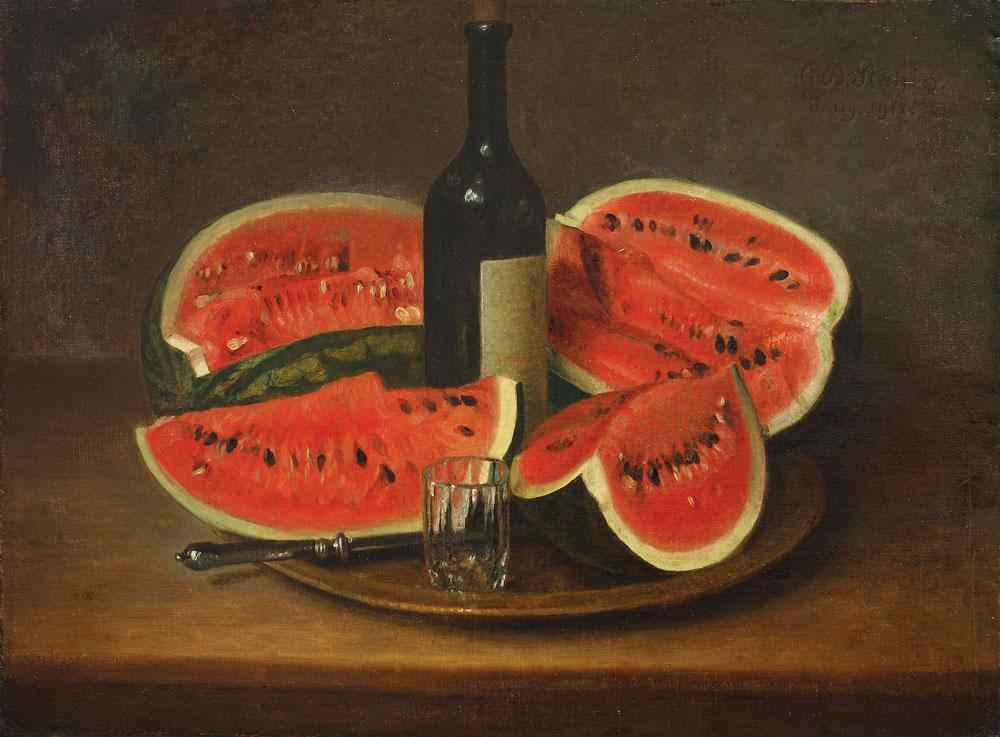
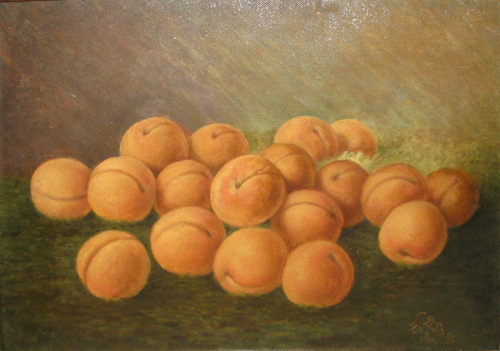
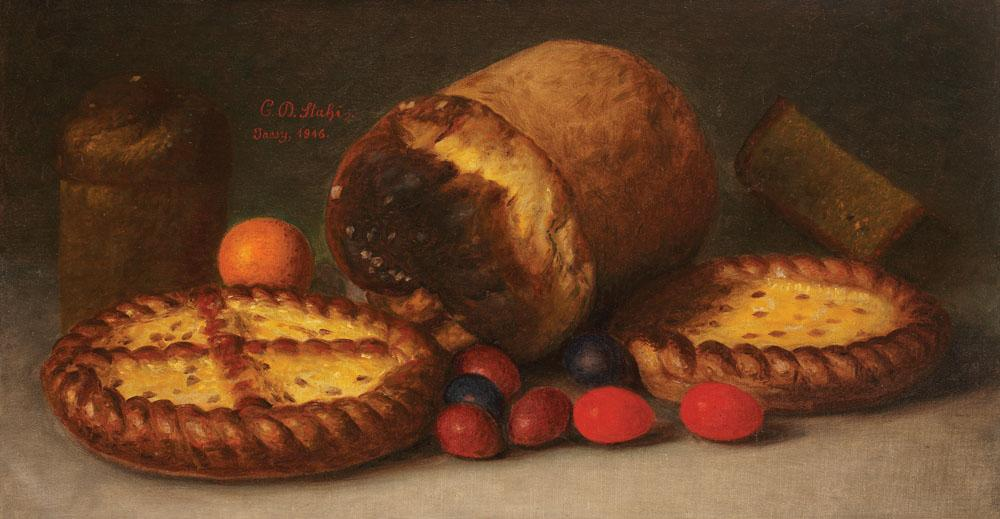
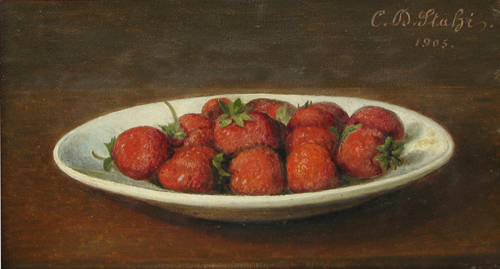
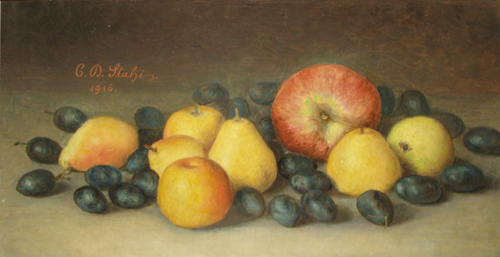
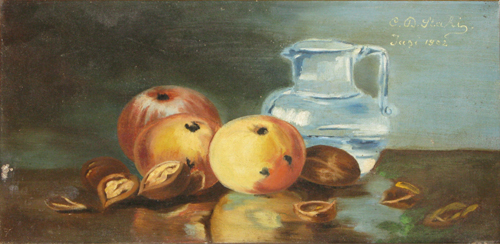
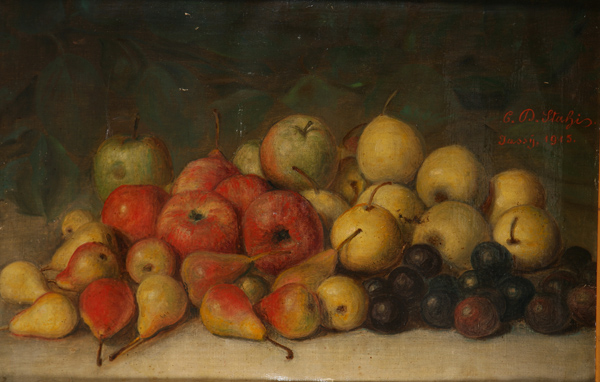
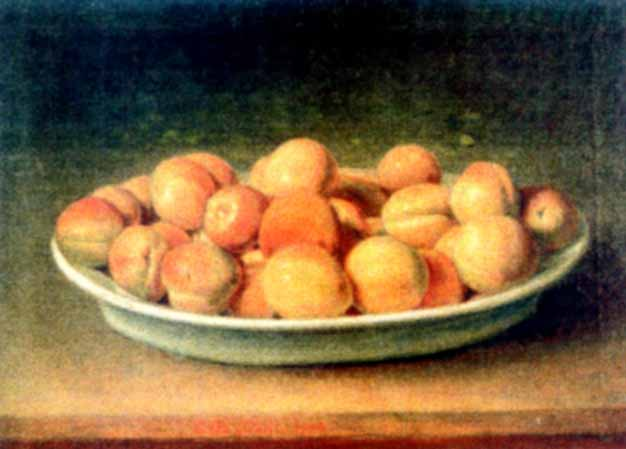
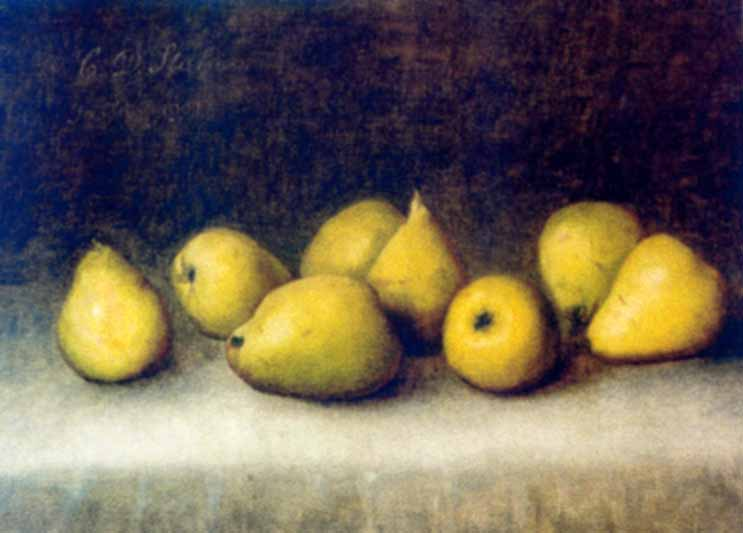

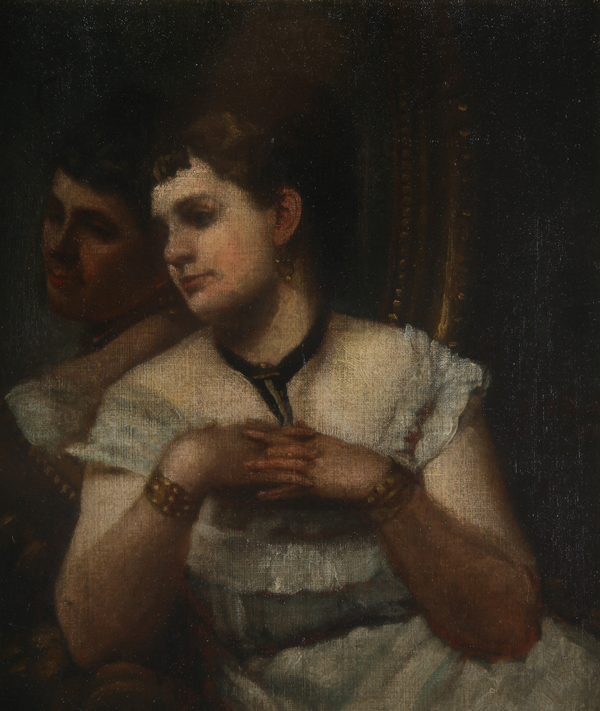
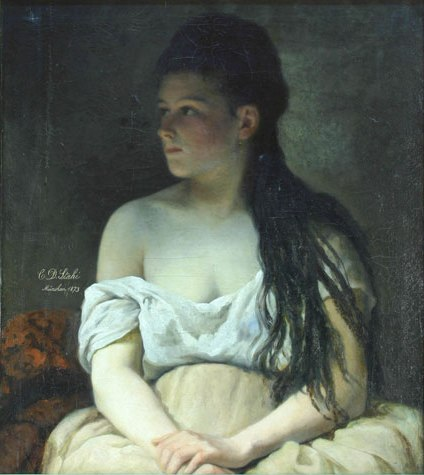
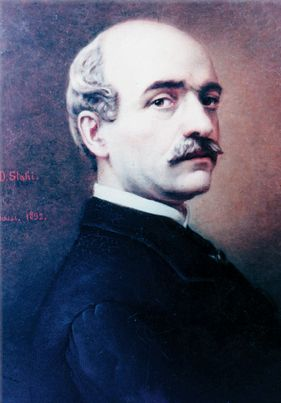
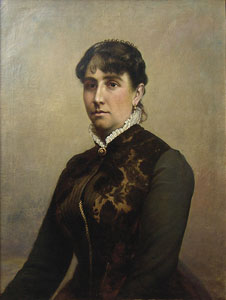
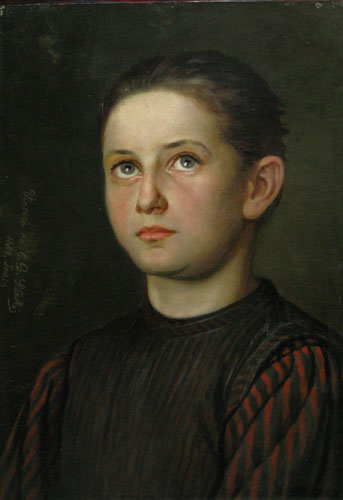
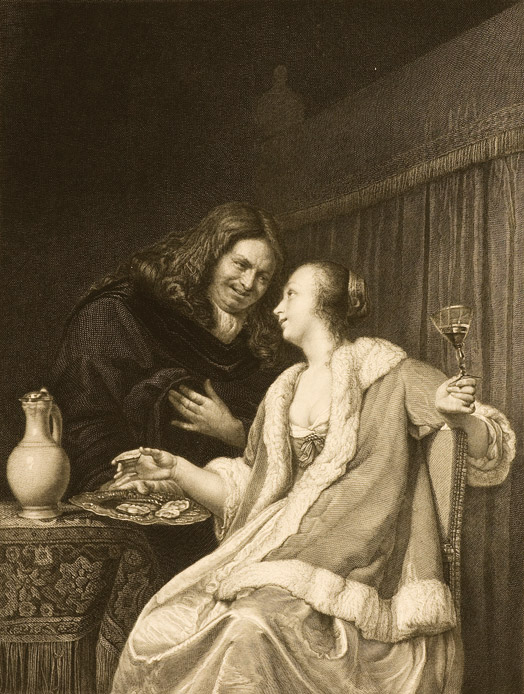
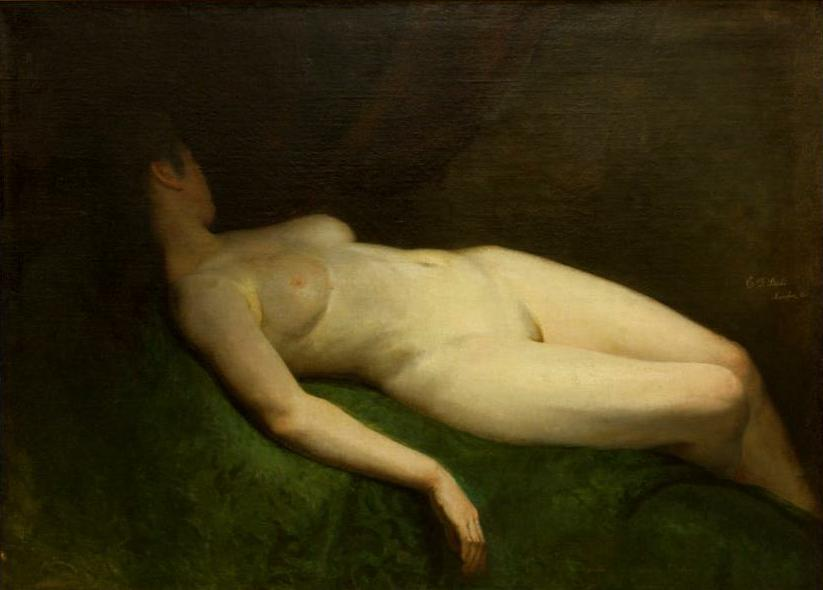

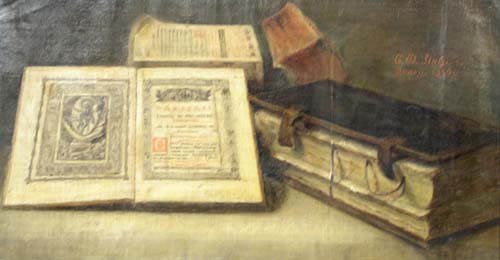
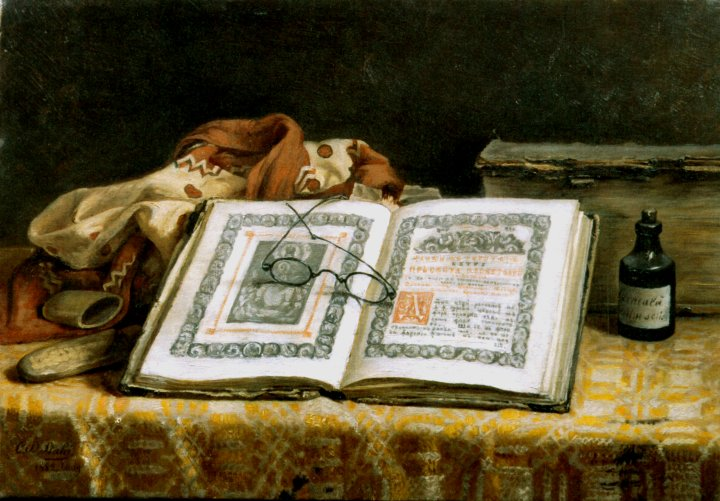
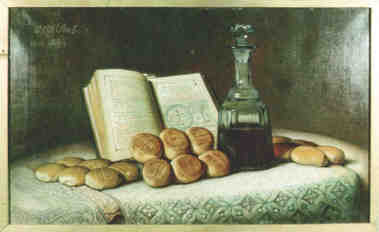
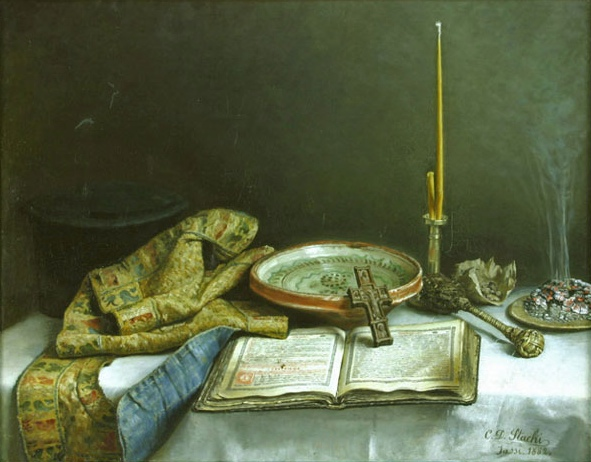
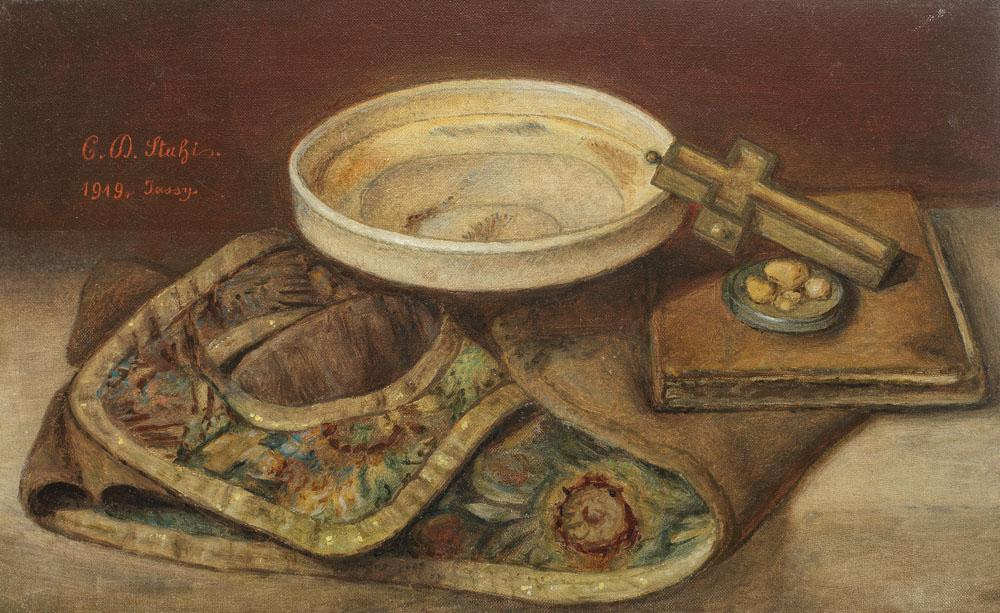